# A trace of memory
A trace of memory is een studioalbum van de Britse band Sanguine Hum, dat in 2020 uitkwam.

## Inleiding
Ongeveer gelijk met het verschijnen van het studioalbum Now we have power ging Sanguine Hum in de zomer van 2018 weer aan de slag voor een nieuw album. De sessies verliepen vlot, totdat dat stadium voorbij was en er serieus aan het werk gegaan moest worden. De band kwam met zichzelf in de knoop en een jaar lang kwam er niets uit haar handen. Toen echter de coronapandemie uitbrak hadden ze ineens hun handen vrij, maar opnemen in een geluidsstudio was niet toegestaan. De bandleden namen daarop elk afzonderlijk hun partij op met de demo's uit 2018 als uitgangspunt. A trace of memory komt uit de gehele tijd, waarover dit album tot stand kwam; het was er bijna niet geweest, maar werd toch een spoor in de historie van de band.
De muziek van A trace of memory ligt in het verlengde van de vorige albums. Zij is volgens IO Pages en Progwereld enig in haar soort met een constante afwisseling van soms zwevend (tegen ambient aan), soms juist bewegend tot herhalende patronen. Daar lag volgens beide recensies ook het manco van Sanguine Hum, net als je als luisteraar in het nummer zit, slaat het 180 graden de andere kant op.

## Musici
- Joff Winks – gitaar, zang, piano (track 3) en arrangementen
- Matt baber – toetsinstrumenten, drums, omgevingsgeluiden
- Brad Waissman – basgitaar, Chapman Stick, elektronische contrabas.

Met
- Paul Mallyon – drumstel (tracks 2, 5, 6, 7)
- Andrew Booker – drumcomputer (track 1), drumstel (track 3)

## Muziek
Alles geschreven door de band.

| Nr. | Titel            | Duur  |
| --- | ---------------- | ----- |
| 1.  | New light        | 3:04  |
| 2.  | The Yellow ship  | 13:08 |
| 3.  | Pyramide         | 4:50  |
| 4.  | Tjin air         | 4:45  |
| 5.  | Unstalble ground | 4;10  |
| 6.  | Still as the sea | 3:22  |
| 7.  | Automaton        | 8:49  |